# Großer Preis von Großbritannien 2000
Der Große Preis von Großbritannien 2000 (offiziell LIII RAC British Grand Prix) fand am 23. April auf dem Silverstone Circuit in Silverstone statt und war das vierte Rennen der Formel-1-Weltmeisterschaft 2000.

## Berichte

### Hintergrund
Nach dem Großen Preis von San Marino führte Michael Schumacher in der Fahrerwertung mit 21 Punkten vor Rubens Barrichello und mit 22 Punkten vor Giancarlo Fisichella. In der Konstrukteurswertung führte Ferrari mit 29 Punkten vor McLaren-Mercedes und mit 31 Punkten vor Benetton-Supertec.
Eddie Irvine bestritt seinen 100. Grand Prix.
Mit Jacques Villeneuve (zweimal), Johnny Herbert, Michael Schumacher und David Coulthard (jeweils einmal) traten vier ehemalige Sieger zu diesem Grand Prix an.

### Training

#### Freitagstraining
Im Freitagstraining, das zunächst unter trockenen Verhältnissen und später unter Regen stattfand, erzielte Heinz-Harald Frentzen die schnellste Runde vor Irvine und Coulthard.

#### Samstagstraining
Das Samstagstraining fand bei Regenwetter statt. Mika Häkkinen kam mit den Bedingungen am besten zurecht und erzielte die schnellste Runde vor Michael Schumacher und Coulthard.

### Qualifying
Im Qualifying auf abtrocknender Strecke fuhr Barrichello die schnellste Runde und erzielte seine erste Pole-Position für Ferrari. Für Barrichello war es die insgesamt dritte in der Formel-1-Weltmeisterschaft. Auf den Plätzen zwei und drei folgten Frentzen und Häkkinen.

### Warm Up
Das Warm Up fand auf trockener Strecke statt. Coulthard erzielte am Sonntagmorgen die schnellste Runde vor Pedro de la Rosa und Ralf Schumacher.

### Rennen
Beim Start konnte Barrichello seine Führungsposition vor Frentzen verteidigen. Coulthard überholte seinen Teamkollegen und belegte die dritte Position. Hinter Häkkinen folgten Jenson Button, Villeneuve, Ralf Schumacher, Michael Schumacher, Jos Verstappen und Irvine. Schon in der zweiten Runde gelang es Ralf Schumacher Villeneuve zu überholen.
In den nächsten Runden gelang es den ersten sechs Piloten sich vom restlichen Feld abzusetzen. Nach 20 Runden musste Verstappen das Rennen mit einem Elektronikdefekt aufgeben. Wenig später ereilte auch seinem Teamkollegen de la Rosa, der auf den letzten Platz zurückgefallen war, das gleiche Schicksal. Nachdem Frentzen in der 24. Runde seinen Boxenstopp absolviert hatte, führte Barrichello das Rennen vor den McLaren-Piloten Coulthard und Häkkinen an. In der 28. Runde wurde er von seinem Team über Probleme an seiner Hydraulik informiert. Infolgedessen fiel der Ferrari-Pilot mit Fehlern auf und Coulthard konnte den Rückstand auf ihn aufholen. Eine Runde später gelang es Coulthard Barrichello am Ende der Hangar-Geraden außen herum in der Stowe zu überholen.
Coulthard behielt die Führung bis zu seinem Boxenstopp und gab die erste Position erneut an Barrichello, der noch nicht an der Box war, ab. Nach 35 Runde war das Hydraulikproblem an Barrichellos Ferrari so stark, dass er das Rennen aufgeben musste. Eine Runde später schied auch sein Landsmann Ricardo Zonta aufgrund eines Drehers aus. Die Führung ging nach Barrichellos Ausfall zunächst an seinen Teamkollegen Michael Schumacher. Allerdings musste der Ferrari-Pilot wenig später seinen Boxenstopp absolvieren und gab die Führung an Frentzen ab. Während Coulthard nach Frentzens Boxenstopp wieder die Führung übernahm, gelang es Frentzen nicht vor Michael Schumacher zu bleiben.
Nachdem Heidfeld in der 52. Runde mit einem Motorschaden ausgefallen war, fielen wenig später auch Frentzen und Villeneuve, die zum Zeitpunkt ihres Ausfalls in den Punkterängen lagen, mit technischen Problemen aus. Coulthard erreichte schließlich als Erster das Ziel und gewann das Rennen vor Häkkinen und Michael Schumacher. Es war der erste Sieg des Briten in dieser Saison und das erste Rennen dieser Saison, das nicht von Michael Schumacher gewonnen wurde. Für Coulthard war es der siebte Sieg in der Formel-1-Weltmeisterschaft. Die restlichen Punkte gingen an Ralf Schumacher, Button und Jarno Trulli.
In der Weltmeisterschaft behielt Michael Schumacher seine Führungsposition. Coulthard übernahm die zweite, Häkkinen die dritte Position. Bei den Konstrukteuren konnte McLaren-Mercedes Punkte auf Ferrari gut machen und die zweite Position festigen.

## Meldeliste
| Team                           | Nr. | Fahrer                | Chassis         | Motor                 | Reifen |
| ------------------------------ | --- | --------------------- | --------------- | --------------------- | ------ |
| West McLaren Mercedes          | 01  | Mika Häkkinen         | McLaren MP4/15  | Mercedes-Benz 3.0 V10 | B      |
| West McLaren Mercedes          | 02  | David Coulthard       | McLaren MP4/15  | Mercedes-Benz 3.0 V10 | B      |
| Scuderia Ferrari Marlboro      | 03  | Michael Schumacher    | Ferrari F1-2000 | Ferrari 3.0 V10       | B      |
| Scuderia Ferrari Marlboro      | 04  | Rubens Barrichello    | Ferrari F1-2000 | Ferrari 3.0 V10       | B      |
| Benson and Hedges Jordan       | 05  | Heinz-Harald Frentzen | Jordan EJ10     | Mugen-Honda 3.0 V10   | B      |
| Benson and Hedges Jordan       | 06  | Jarno Trulli          | Jordan EJ10     | Mugen-Honda 3.0 V10   | B      |
| Jaguar Racing                  | 07  | Eddie Irvine          | Jaguar R1       | Cosworth 3.0 V10      | B      |
| Jaguar Racing                  | 08  | Johnny Herbert        | Jaguar R1       | Cosworth 3.0 V10      | B      |
| BMW Williams F1 Team           | 09  | Ralf Schumacher       | Williams FW22   | BMW 3.0 V10           | B      |
| BMW Williams F1 Team           | 10  | Jenson Button         | Williams FW22   | BMW 3.0 V10           | B      |
| Mild Seven Benetton Playlife   | 11  | Giancarlo Fisichella  | Benetton B200   | Supertec 3.0 V10      | B      |
| Mild Seven Benetton Playlife   | 12  | Alexander Wurz        | Benetton B200   | Supertec 3.0 V10      | B      |
| Gauloises Prost Peugeot        | 14  | Jean Alesi            | Prost AP03      | Peugeot 3.0 V10       | B      |
| Gauloises Prost Peugeot        | 15  | Nick Heidfeld         | Prost AP03      | Peugeot 3.0 V10       | B      |
| Red Bull Sauber Petronas       | 16  | Pedro Diniz           | Sauber C19      | Petronas 3.0 V10      | B      |
| Red Bull Sauber Petronas       | 17  | Mika Salo             | Sauber C19      | Petronas 3.0 V10      | B      |
| Arrows F1 Team                 | 18  | Pedro de la Rosa      | Arrows A21      | Supertec 3.0 V10      | B      |
| Arrows F1 Team                 | 19  | Jos Verstappen        | Arrows A21      | Supertec 3.0 V10      | B      |
| Telefonica Minardi Fondmetal   | 20  | Marc Gené             | Minardi M02     | Fondmetal 3.0 V10     | B      |
| Telefonica Minardi Fondmetal   | 21  | Gastón Mazzacane      | Minardi M02     | Fondmetal 3.0 V10     | B      |
| Lucky Strike Reynard BAR Honda | 22  | Jacques Villeneuve    | BAR 002         | Honda 3.0 V10         | B      |
| Lucky Strike Reynard BAR Honda | 23  | Ricardo Zonta         | BAR 002         | Honda 3.0 V10         | B      |

## Klassifikationen

### Qualifying
| Pos. | Fahrer                | Konstrukteur      | Zeit     | Start |
| ---- | --------------------- | ----------------- | -------- | ----- |
| 01   | Rubens Barrichello    | Ferrari           | 1:25,703 | 01    |
| 02   | Heinz-Harald Frentzen | Jordan-Mugen      | 1:25,706 | 02    |
| 03   | Mika Häkkinen         | McLaren-Mercedes  | 1:25,741 | 03    |
| 04   | David Coulthard       | McLaren-Mercedes  | 1:26,088 | 04    |
| 05   | Michael Schumacher    | Ferrari           | 1:26,161 | 05    |
| 06   | Jenson Button         | Williams-BMW      | 1:26,733 | 06    |
| 07   | Ralf Schumacher       | Williams-BMW      | 1:26,786 | 07    |
| 08   | Jos Verstappen        | Arrows-Supertec   | 1:26,793 | 08    |
| 09   | Eddie Irvine          | Jaguar-Cosworth   | 1:26,818 | 09    |
| 10   | Jacques Villeneuve    | BAR-Honda         | 1:27,025 | 10    |
| 11   | Jarno Trulli          | Jordan-Mugen      | 1:27,164 | 11    |
| 12   | Giancarlo Fisichella  | Benetton-Supertec | 1:27,253 | 12    |
| 13   | Pedro Diniz           | Sauber-Petronas   | 1:27,301 | 13    |
| 14   | Johnny Herbert        | Jaguar-Cosworth   | 1:27,461 | 14    |
| 15   | Jean Alesi            | Prost-Peugeot     | 1:27,559 | 15    |
| 16   | Ricardo Zonta         | BAR-Honda         | 1:27,772 | 16    |
| 17   | Nick Heidfeld         | Prost-Peugeot     | 1:27,806 | 17    |
| 18   | Mika Salo             | Sauber-Petronas   | 1:28,110 | 18    |
| 19   | Pedro de la Rosa      | Arrows-Supertec   | 1:28,135 | 19    |
| 20   | Alexander Wurz        | Benetton-Supertec | 1:28,205 | 20    |
| 21   | Marc Gené             | Minardi-Fondmetal | 1:28,253 | 21    |
| 22   | Gastón Mazzacane      | Minardi-Fondmetal | 1:29,174 | 22    |

### Rennen
| Pos. | Fahrer                | Konstrukteur      | Runden | Stopps | Zeit        | Start | Schnellste Runde |
| ---- | --------------------- | ----------------- | ------ | ------ | ----------- | ----- | ---------------- |
| 01   | David Coulthard       | McLaren-Mercedes  | 60     | 1      | 1:28:50,108 | 04    | 1:27,093 (31.)   |
| 02   | Mika Häkkinen         | McLaren-Mercedes  | 60     | 1      | + 1,480     | 03    | 1:26,217 (56.)   |
| 03   | Michael Schumacher    | Ferrari           | 60     | 1      | + 9,920     | 05    | 1:26,428 (59.)   |
| 04   | Ralf Schumacher       | Williams-BMW      | 60     | 2      | + 41,315    | 07    | 1:26,998 (49.)   |
| 05   | Jenson Button         | Williams-BMW      | 60     | 2      | + 57,762    | 06    | 1:27,631 (44.)   |
| 06   | Jarno Trulli          | Jordan-Mugen      | 60     | 1      | + 1:19,276  | 11    | 1:27,824 (36.)   |
| 07   | Giancarlo Fisichella  | Benetton-Supertec | 59     | 2      | + 1 Runde   | 12    | 1:28,116 (32.)   |
| 08   | Mika Salo             | Sauber-Petronas   | 59     | 2      | + 1 Runde   | 18    | 1:28,178 (32.)   |
| 09   | Alexander Wurz        | Benetton-Supertec | 59     | 2      | + 1 Runde   | 20    | 1:28,487 (34.)   |
| 10   | Jean Alesi            | Prost-Peugeot     | 59     | 2      | + 1 Runde   | 15    | 1:28,388 (43.)   |
| 11   | Pedro Diniz           | Sauber-Petronas   | 59     | 2      | + 1 Runde   | 13    | 1:28,037 (52.)   |
| 12   | Johnny Herbert        | Jaguar-Cosworth   | 59     | 2      | + 1 Runde   | 14    | 1:28,001 (53.)   |
| 13   | Eddie Irvine          | Jaguar-Cosworth   | 59     | 2      | + 1 Runde   | 09    | 1:28,009 (54.)   |
| 14   | Marc Gené             | Minardi-Fondmetal | 59     | 2      | + 1 Runde   | 21    | 1:28,557 (39.)   |
| 15   | Gastón Mazzacane      | Minardi-Fondmetal | 59     | 2      | + 1 Runde   | 22    | 1:28,665 (54.)   |
| 16   | Jacques Villeneuve    | BAR-Honda         | 56     | 1      | DNF         | 10    | 1:28,093 (32.)   |
| 17   | Heinz-Harald Frentzen | Jordan-Mugen      | 54     | 2      | DNF         | 02    | 1:27,286 (41.)   |
| –    | Nick Heidfeld         | Prost-Peugeot     | 51     | 2      | DNF         | 17    | 1:28,803 (41.)   |
| –    | Ricardo Zonta         | BAR-Honda         | 36     | 1      | DNF         | 16    | 1:27,655 (27.)   |
| –    | Rubens Barrichello    | Ferrari           | 35     | 0      | DNF         | 01    | 1:27,496 (34.)   |
| –    | Pedro de la Rosa      | Arrows-Supertec   | 26     | 1      | DNF         | 19    | 1:28,867 (25.)   |
| –    | Jos Verstappen        | Arrows-Supertec   | 20     | 0      | DNF         | 08    | 1:29,546 (12.)   |

## WM-Stände nach dem Rennen
Die ersten sechs des Rennens bekamen 10, 6, 4, 3, 2 bzw. 1 Punkt(e).

### Fahrerwertung
| Pos. | Fahrer                | Konstrukteur      | Punkte |
| ---- | --------------------- | ----------------- | ------ |
| 01   | Michael Schumacher    | Ferrari           | 34     |
| 02   | David Coulthard       | McLaren-Mercedes  | 14     |
| 03   | Mika Häkkinen         | McLaren-Mercedes  | 12     |
| 04   | Rubens Barrichello    | Ferrari           | 9      |
| 05   | Ralf Schumacher       | Williams-BMW      | 9      |
| 06   | Giancarlo Fisichella  | Benetton-Supertec | 8      |
| 07   | Jacques Villeneuve    | BAR-Honda         | 5      |
| 08   | Heinz-Harald Frentzen | Jordan-Mugen      | 4      |
| 09   | Jarno Trulli          | Jordan-Mugen      | 4      |
| 10   | Jenson Button         | Williams-BMW      | 3      |
| 11   | Mika Salo             | Sauber-Petronas   | 1      |

| Pos. | Fahrer           | Konstrukteur      | Punkte |
| ---- | ---------------- | ----------------- | ------ |
| 12   | Ricardo Zonta    | BAR-Honda         | 1      |
| 13   | Alexander Wurz   | Benetton-Supertec | 0      |
| 14   | Eddie Irvine     | Jaguar-Cosworth   | 0      |
| 15   | Jos Verstappen   | Arrows-Supertec   | 0      |
| 16   | Pedro Diniz      | Sauber-Petronas   | 0      |
| 17   | Marc Gené        | Minardi-Fondmetal | 0      |
| 18   | Pedro de la Rosa | Arrows-Supertec   | 0      |
| 19   | Nick Heidfeld    | Prost-Peugeot     | 0      |
| 20   | Johnny Herbert   | Jaguar-Cosworth   | 0      |
| 21   | Gastón Mazzacane | Minardi-Fondmetal | 0      |
| 22   | Jean Alesi       | Prost-Peugeot     | 0      |

### Konstrukteurswertung
| Pos. | Konstrukteur      | Punkte |
| ---- | ----------------- | ------ |
| 01   | Ferrari           | 43     |
| 02   | McLaren-Mercedes  | 26     |
| 03   | Williams-BMW      | 12     |
| 04   | Benetton-Supertec | 8      |
| 05   | Jordan-Mugen      | 8      |
| 06   | BAR-Honda         | 6      |

| Pos. | Konstrukteur      | Punkte |
| ---- | ----------------- | ------ |
| 07   | Sauber-Petronas   | 1      |
| 08   | Arrows-Supertec   | 0      |
| 09   | Jaguar-Cosworth   | 0      |
| 10   | Minardi-Fondmetal | 0      |
| 11   | Prost-Peugeot     | 0      |